# Тулмозеро
Ту́лмозеро (карел. Tulomdjärvi) — озеро в Пряжинському районі Республіки Карелія.

## Загальний опис
Форма лопатева, витягнута з північного заходу на південний схід, є кілька заток у південній і північній частинах озера. Центральна частина озера розділена півостровом на два плеса.
Островів 10, загальною площею 0,68 км². Берегова лінія звивиста, її довжина по материку 45,4 км, з островами - 49,8 км.
Береги здебільшого піднесені, кам'янисто-валунні. Ґрунти мулисті на глибинах, у прибережній зоні кам'янисто-піщані
Вода має темно-коричневий відтінок із низькою прозорістю.Вища водна рослинність представлена здебільшого заростями очерету, очерету та рдестів.
З іхтіофауни в озері водиться сім видів риб: минь, плітка, лящ, щука, йорж, ряпушка, окунь.
На березі озера розташовані населені пункти: Колатсєльга, Лахта, Пажала, Мандера, Палалахта, Кохтусєльга, Гілкожа.
Сольові відкладення в районі Тулмозера утворилися 2,3-1,6 млрд років.Товщина евапоритів сягає 800 м.